# Thomas Leeson Scrase Rowbotham
Thomas Leeson Scrase Rowbotham (1782 – 1853) est un peintre anglais. Il est parfois appelé Thomas Leeson Rowbotham l'Aîné ou Thomas Leeson Rowbotham Senior.  

## Biographie
Thomas Leeson Scrase Rowbotham est le fils du propriétaire du Théâtre Royal de Bath.
Il est né en 1782 à Bath dans le comté du Somerset. Il y est devenu professeur de peinture marine, de personnages, de cottages et de paysages. 
Thomas déménage à Dublin vers 1812, où son fils Thomas Charles Leeson Rowbotham (1823 – 1875) voit le jour.
Il meurt en 1853 dans le quartier de Camberwell à Londres. Son poste de professeur à la Royal Naval School a été repris par son fils.

## Activité artistique
Thomas Leeson Scrase Rowbotham est un aquarelliste et peintre à l'huile. Il est doué dans la peinture de paysages et de sujets marins. Il devient professeur de dessin à la Royal Naval School et produit des livres sur la peinture et le dessin. 
Il a réalisé 258 aquarelles de scènes de Bristol, en Angleterre, qui ont été ajoutées à la collection topographique de George Weare Braikenridge. 

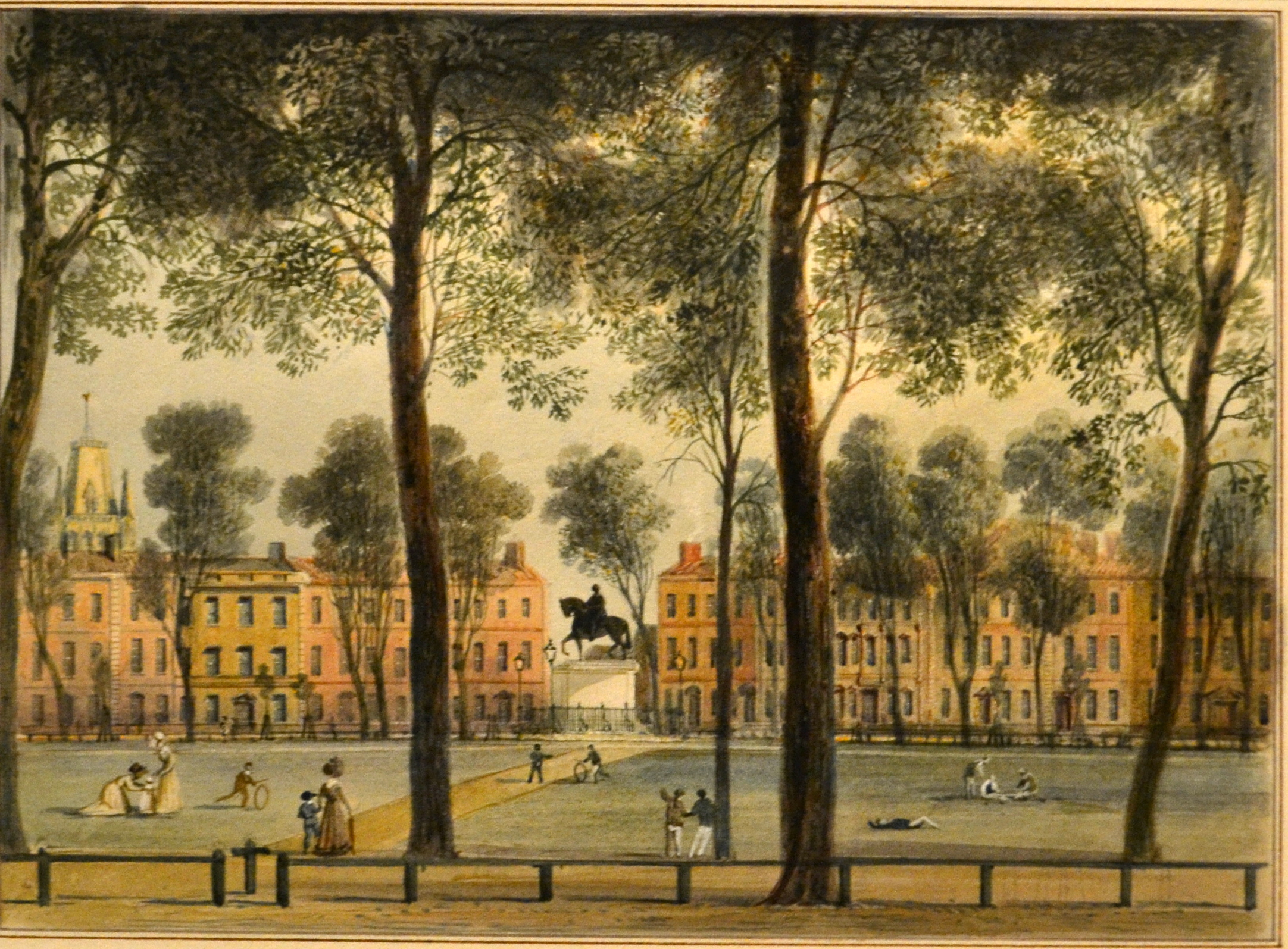
Queen Square en regardant du sud-ouest, 1827.

La collection Braikenridge permet à la ville de Bristol d’être une des villes anglaises les mieux documentées, en termes d’apparence, au début du XIXe siècle,.  

### Collection Braikenridge
Lorsqu'il commence à travailler pour Braikenridge, en 1825, il déménage dans la ville de Bristol.
Outre les 258 aquarelles, il a également produit environ 100 dessins pour George Weare Braikenridge représentant des vues de la zone de Brislington dans la périphérie de Bristol. 
En 1832, il réalise également de grands panoramas de Bristol. 

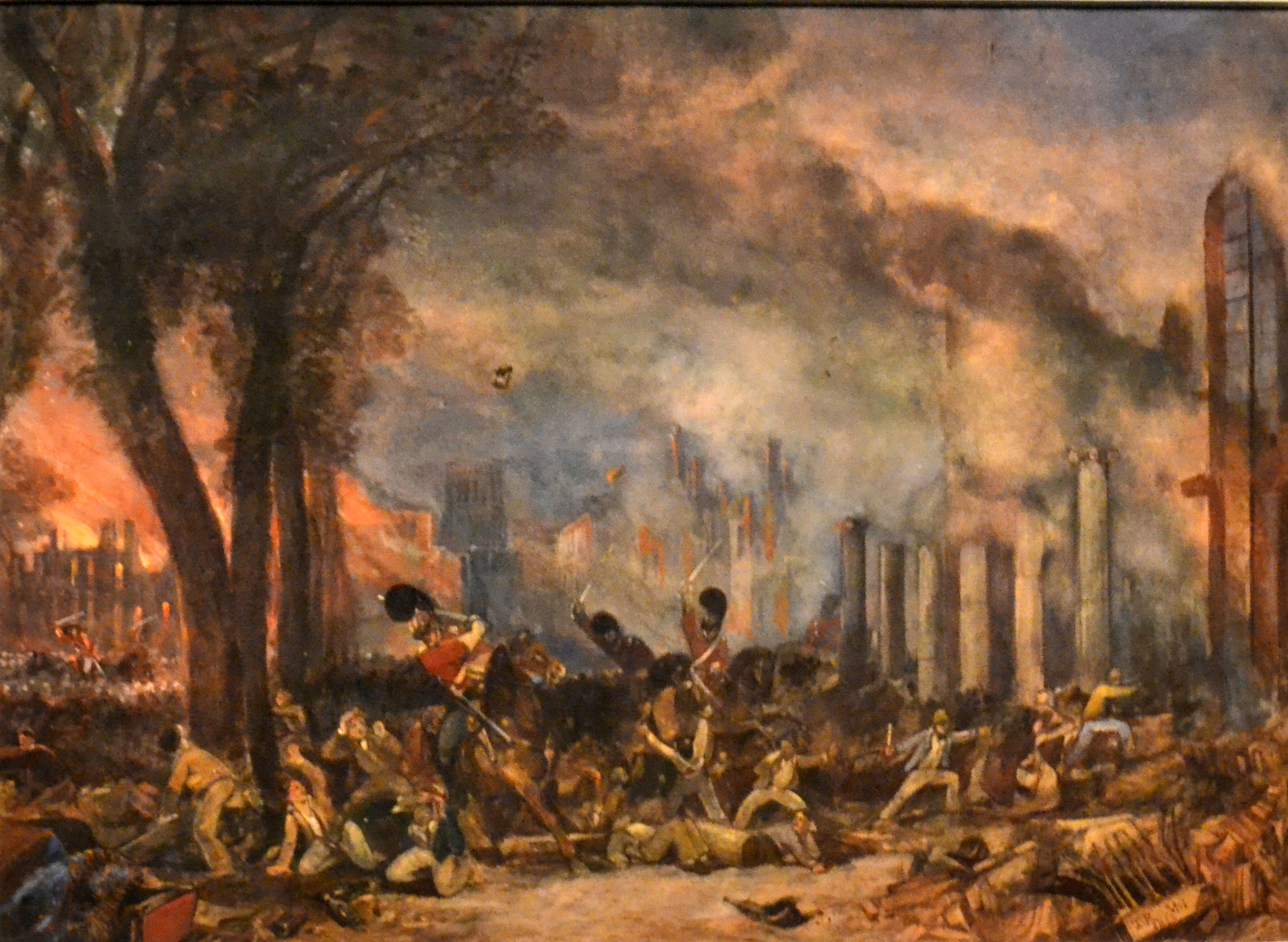
Charge du 3e régiment de Dragons dans Queen Square le 31 octobre 1831, 1833.

En 1832 et 1833, il a collaboré avec William James Müller pour produire des gravures des émeutes de Bristol de 1831.
La collection Braikenridge se trouve au Bristol City Museum and Art Gallery.

### Autour de la Bristol School
Thomas Leeson Scrase Rowbotham ne semble pas avoir participé aux activités de l'école de Bristol. Cependant, à la fin de l'année 1832 ou au début de 1833, Rowbotham devient l'un des membres fondateurs d’un club de dessin formel pour les réunions de dessin du soir, qui produit des gravures des émeutes de Bristol de 1831.

### Autres activités
Plus tard, il devint professeur de dessin à la Royal Naval School, située dans le quartier de Camberwell à Londres.  

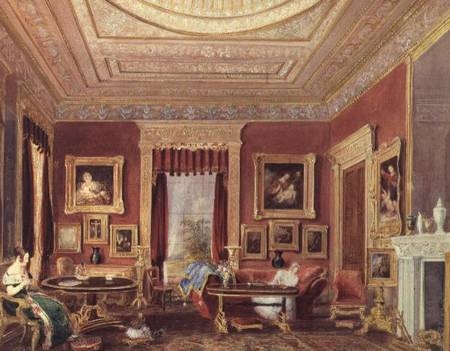
The Drawing Room, vers 1840.

Il a écrit L'Art de la peinture de paysage à l'aquarelle, avec son fils, et L'Art du dessin d'après nature, dont son fils a réalisé les illustrations.        

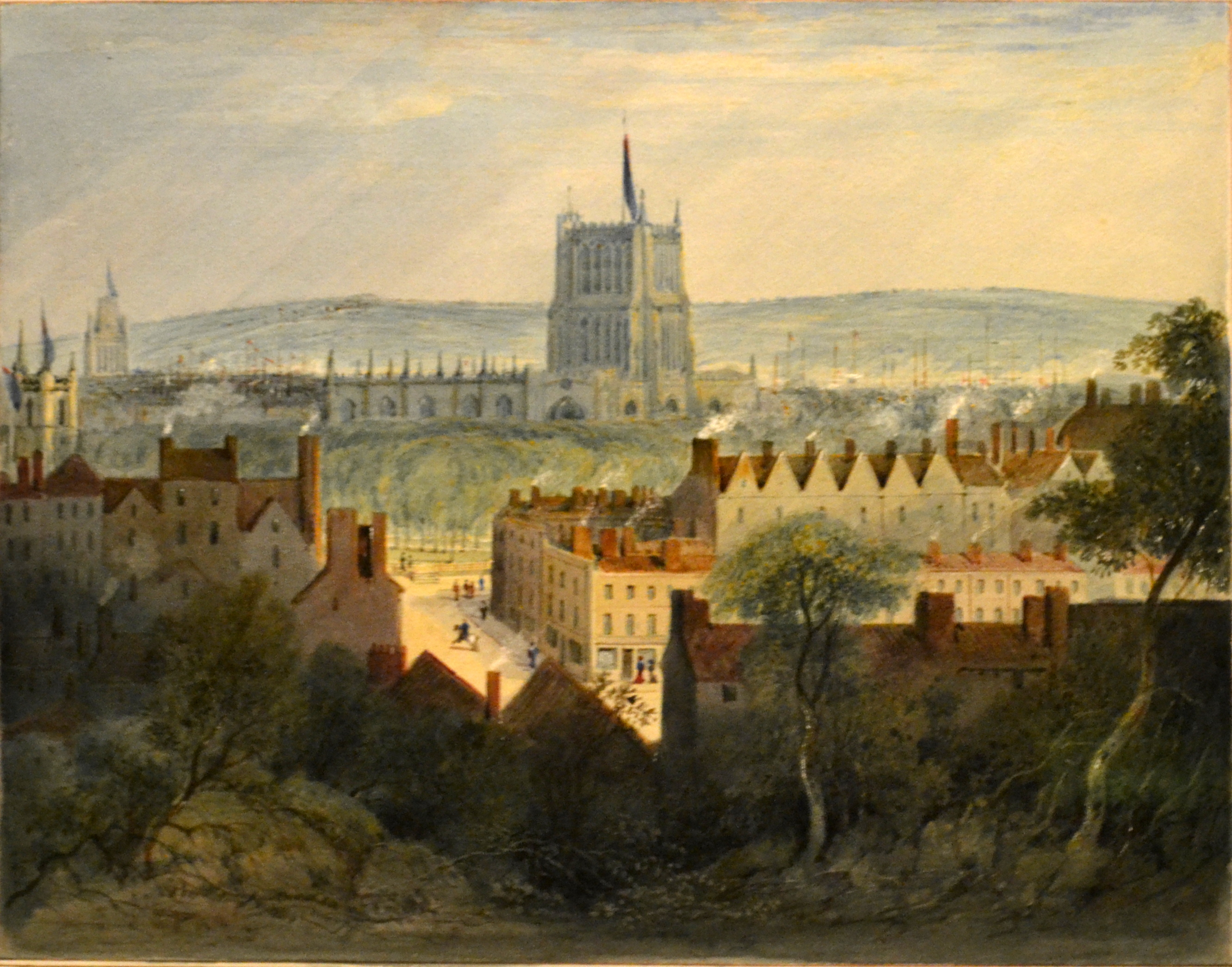
La Cathédrale, College Green et College Street, 1827, aquarelle sur papier avec grattage, Bristol Museum & Art Gallery.